# アクスルステア
アクスルステア（英: axle steer）は主にリジットアクスル式のサスペンションにおいて、サスペンションの上下動により、車軸にスラスト角が付き、運転者の意志とは関係ない方向へ車体が向きを変えようとすること。
独立懸架式サスペンションにおいては、車輪のストロークや横力に応じて、敢えて個別トー角を変化させることにより、操縦安定性の向上効果や、旋回性能の向上効果を生み出したりすることから、単にトー角が変化することのみを持ってアクスルステアとは呼ばない。
| サブスタブ | この項目は、まだ閲覧者の調べものの参照としては役立たない、書きかけの項目です。この項目を加筆・訂正などしてくださる協力者を求めています。このテンプレートは分野別のサブスタブテンプレートやスタブテンプレート（Wikipedia:分野別のスタブテンプレート参照）に変更することが望まれています。 |